# Sons of Butcher
Sons of Butcher – kanadyjski zespół rockowy, założony w 2004 roku, przez dwóch braci Trevora Ziebartha i Jaya Ziebartha oraz Dave'a Dunhama. Wulgarna oraz absurdalna muzyka wykonywana przez zespół, określana jest jako "mock rock". Od 2007 roku, na antenie MTV emitowany jest animowany program Synowie rzeźnika, w którym wykorzystano głowy członków zespołu.

## Skład
- Trevor Ziebarth – gitara elektryczna, wokal
- Jay Ziebarth – gitara basowa, wokal
- Dave Dunham – gitara elektryczna, wokal
- Chris Bell – perkusja (tylko na koncertach) (2006–)
- Mitch Bowden – drogowa ekipa (2006–)

## Dyskografia
- Sons of Butcher (2005)
- Left Behind Volume One (2005)
- Meatlantis (2006)
- Left Behind Volume Two (2006)